# コミュニティエフエム下関

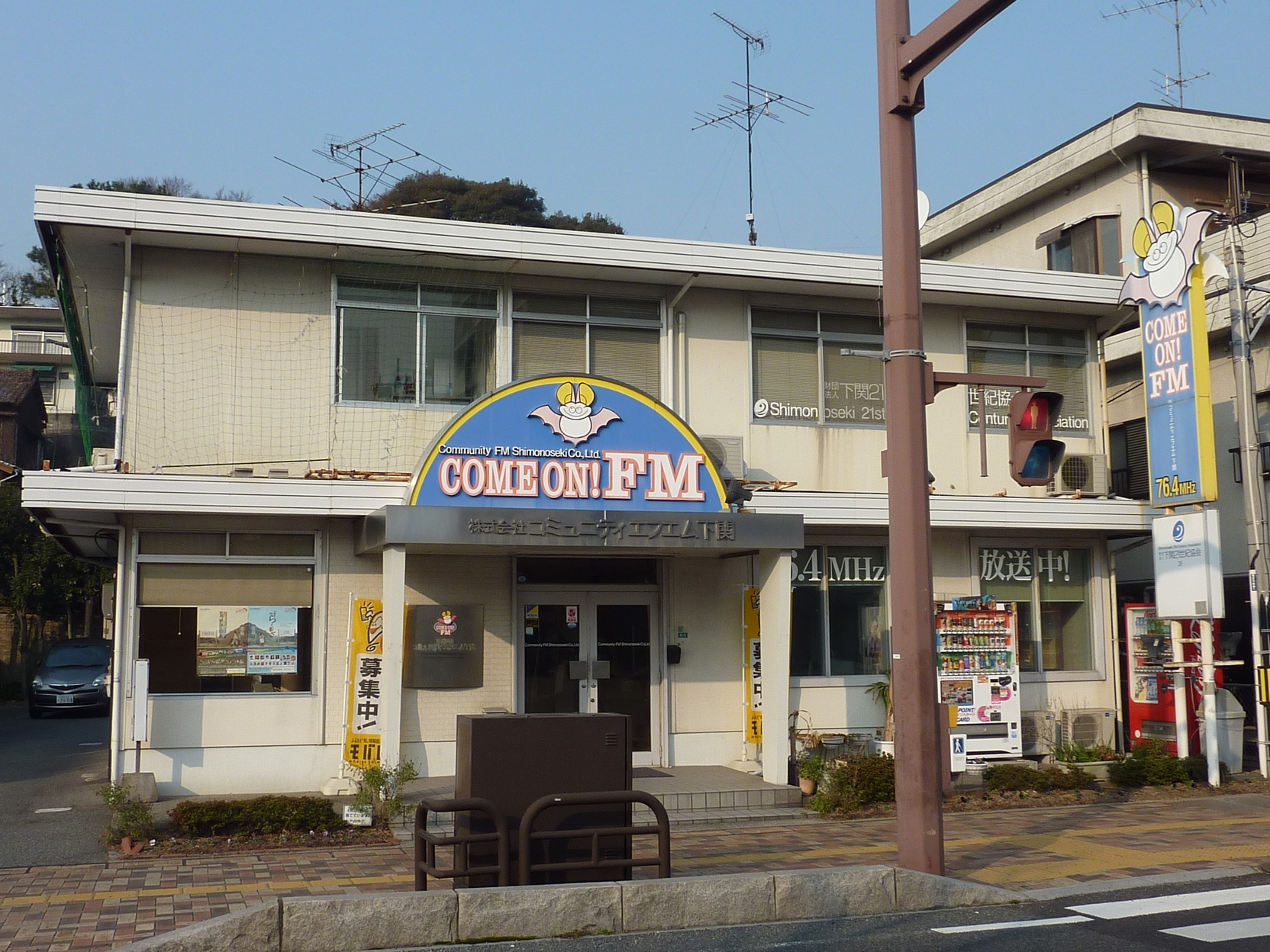
本社スタジオ

株式会社コミュニティエフエム下関は、山口県下関市の一部地域を放送対象地域として超短波放送（FM放送）をする特定地上基幹放送事業者である。COME ON! FM（カモンエフエム）の愛称でコミュニティ放送を行っている。

## 概要
1998年（平成10年）開局。山口県で2局目のコミュニティ放送局である。愛称の"COME ON! FM"には『関門』（かんもん）の意が掛けられている。All Listenner. All Personality.がモットー。
1996年（平成8年）下関21世紀協会が海峡メッセ下関（山口県国際総合センター）開業の際にミニFMを放送した。これを機に市内の経営者の間でコミュニティ放送開局の機運が高まり、1997年（平成9年）に21世紀協会と商工会、東亜大学学園などによる設立準備委員会が発足。1998年（平成10年）に免許人とすべく株式会社を設立。代表取締役社長には冨永洋一（当時）が就任した。出資比率から東亜大学学園と冨永がマスメディア集中排除原則にいう支配関係にある。
可聴エリアは下関市、北九州市門司区・小倉北区、山陽小野田市で、エリア内人口66万人、世帯数27万世帯と称している。本社・演奏所（スタジオ）は、山口県道248号下関港安岡線沿いの上田中町にある。2015年（平成27年）に、サテライトスタジオ「あるかぽーとスタジオ」をはい!からっと横丁内に開設。一部の番組はここから公開生放送を行っている。送信所は霊鷲山に置き、当初の空中線電力は10W、放送区域は下関市の一部地域であったが、2015年（平成27年）に20Wに増力した。また、豊田町の華山に中継局（空中線電力20W）を開局した。これにより旧・下関市域に加え、旧豊浦郡菊川町、豊田町、豊浦町、豊北町での聴取が可能になった。ケーブルネット下関（J:COM下関）では76.8MHzで再送信している。また、JCBAインターネットサイマルラジオによるインターネット配信を行っている。
かつて、安倍晋三夫人の安倍昭恵が「DJアッキー」として『アッキー・洋介の東京ラウンジ』という東京発信番組のパーソナリティを務めていたことで知られている（相方の「洋介」は東京プリンの伊藤洋介）。安倍の総理大臣就任直前には、昭恵が同局で番組を持っていたこと、安倍夫妻の知人ということもあり、当社の社長の冨永がワイドショーなどのインタビューに応じ、全国ネットで報じられる機会が多々あった。
下関市とは「災害時における放送要請に関する協定」を締結している。災害時には通常放送を止め、災害関連情報を放送するほか、下関市から直接放送へ割り込める設備もあり、毎月1回、訓練を兼ねた割り込み放送を行っている。

## 沿革
- 1998年（平成10年）
  - 3月17日 - 放送局の予備免許取得[6]。
  - 6月23日 - 下関市と「災害時における放送要請に関する協定」を締結[7]。
  - 7月2日 - 放送局の免許取得[8]。
  - 7月6日 - 周波数の76.4にあわせ、午前4時に開局[2][8]。
    - 放送開始当初はほぼ全ての番組を自社で制作していたが、後にFM AMERICAの番組供給を受けることで24時間放送を開始。
- 2004年（平成16年）
  - 7月31日 - FM AMERICAの配信終了。
  - 8月1日 - ミュージックバードの配信開始。コミュニティFM向けチャンネル「MUSIC BIRD for COMMUNITY」から『今夜は楽しまナイト』や『リラックスホリデイ』、『あの頃青春グラフィティ』をネット。社長の冨永によれば、以前の配給先は社内でも気になるほどに音声断が多かったという[9]。
  - 10月 - 自社制作以外の時間帯で一部[10]を除き、MUSIC BIRD for COMMUNITYに完全移行。24時間放送を休止し、6時 - 25時の放送に変更。
- 2006年（平成18年）4月 -『アクティブステーションBBS』をフルネットするため、土曜深夜（日曜早朝）は夜通し放送後、日曜の5時 - 6時を休止時間とする。
- 2008年（平成20年）4月 -『SUPER ARTIST CLUB』のネット開始に伴い、日曜深夜も27時まで放送するようになる。月曜の3時 - 6時は放送を休止する。
- 2009年（平成21年） - 平日の深夜の放送を再開。ただし4時 - 6時は放送を休止する。
- 2012年（平成24年）5月1日 - JCBAインターネットサイマルラジオによるインターネット配信を開始[11]。併せて、24時間放送も開始。
- 2015年（平成27年）
  - 4月1日 - 送信所の空中線電力を増力、あるかぽーとスタジオを設置[12]。
  - 4月8日 - 華山中継局の免許取得[13]。

## 番組表（2025年7月現在）
番組表は山口新聞（みなと山口合同新聞社発行）の中面、及び読売新聞下関版にも毎日掲載される。

### 平日
| 時               | 月曜日 | 火曜日 | 水曜日 | 木曜日 | 金曜日 |
| 5                | Morning Stream ［邦楽70年代］［邦楽80年代］ | Morning Stream ［邦楽70年代］［邦楽80年代］ | Morning Stream ［邦楽70年代］［邦楽80年代］ | Morning Stream ［邦楽70年代］［邦楽80年代］ | Morning Stream ［邦楽70年代］［邦楽80年代］ |
| 6                | 00 Morning Community - 月・火・水：橘しんご、木・金：川久保秀一 | 00 Morning Community - 月・火・水：橘しんご、木・金：川久保秀一 | 00 Morning Community - 月・火・水：橘しんご、木・金：川久保秀一 | 00 Morning Community - 月・火・水：橘しんご、木・金：川久保秀一 | 00 Morning Community - 月・火・水：橘しんご、木・金：川久保秀一 |
| 6                | 55 Weekly Recommend | | | | |
| 7                | （生放送）海峡朝焼けスタジオ - 月：濱崎則子・火：有光ゆき・水＆木：申徹也・金：永谷青空 ▽8:15 横山真佐子のわがままブックトーク ▽8:30 市報しものせき通信 ▽8:40 おかねの岡野オカネの相談室（月曜） ▽8:40 蓋井島だより（木曜：第2・4週） ▽8:40 中尾友昭のふく百選（金曜）                                                | （生放送）海峡朝焼けスタジオ - 月：濱崎則子・火：有光ゆき・水＆木：申徹也・金：永谷青空 ▽8:15 横山真佐子のわがままブックトーク ▽8:30 市報しものせき通信 ▽8:40 おかねの岡野オカネの相談室（月曜） ▽8:40 蓋井島だより（木曜：第2・4週） ▽8:40 中尾友昭のふく百選（金曜）                                                | （生放送）海峡朝焼けスタジオ - 月：濱崎則子・火：有光ゆき・水＆木：申徹也・金：永谷青空 ▽8:15 横山真佐子のわがままブックトーク ▽8:30 市報しものせき通信 ▽8:40 おかねの岡野オカネの相談室（月曜） ▽8:40 蓋井島だより（木曜：第2・4週） ▽8:40 中尾友昭のふく百選（金曜）                                                | （生放送）海峡朝焼けスタジオ - 月：濱崎則子・火：有光ゆき・水＆木：申徹也・金：永谷青空 ▽8:15 横山真佐子のわがままブックトーク ▽8:30 市報しものせき通信 ▽8:40 おかねの岡野オカネの相談室（月曜） ▽8:40 蓋井島だより（木曜：第2・4週） ▽8:40 中尾友昭のふく百選（金曜）                                                | （生放送）海峡朝焼けスタジオ - 月：濱崎則子・火：有光ゆき・水＆木：申徹也・金：永谷青空 ▽8:15 横山真佐子のわがままブックトーク ▽8:30 市報しものせき通信 ▽8:40 おかねの岡野オカネの相談室（月曜） ▽8:40 蓋井島だより（木曜：第2・4週） ▽8:40 中尾友昭のふく百選（金曜）                                                |
| 8                | （生放送）海峡朝焼けスタジオ - 月：濱崎則子・火：有光ゆき・水＆木：申徹也・金：永谷青空 ▽8:15 横山真佐子のわがままブックトーク ▽8:30 市報しものせき通信 ▽8:40 おかねの岡野オカネの相談室（月曜） ▽8:40 蓋井島だより（木曜：第2・4週） ▽8:40 中尾友昭のふく百選（金曜）                                                | （生放送）海峡朝焼けスタジオ - 月：濱崎則子・火：有光ゆき・水＆木：申徹也・金：永谷青空 ▽8:15 横山真佐子のわがままブックトーク ▽8:30 市報しものせき通信 ▽8:40 おかねの岡野オカネの相談室（月曜） ▽8:40 蓋井島だより（木曜：第2・4週） ▽8:40 中尾友昭のふく百選（金曜）                                                | （生放送）海峡朝焼けスタジオ - 月：濱崎則子・火：有光ゆき・水＆木：申徹也・金：永谷青空 ▽8:15 横山真佐子のわがままブックトーク ▽8:30 市報しものせき通信 ▽8:40 おかねの岡野オカネの相談室（月曜） ▽8:40 蓋井島だより（木曜：第2・4週） ▽8:40 中尾友昭のふく百選（金曜）                                                | （生放送）海峡朝焼けスタジオ - 月：濱崎則子・火：有光ゆき・水＆木：申徹也・金：永谷青空 ▽8:15 横山真佐子のわがままブックトーク ▽8:30 市報しものせき通信 ▽8:40 おかねの岡野オカネの相談室（月曜） ▽8:40 蓋井島だより（木曜：第2・4週） ▽8:40 中尾友昭のふく百選（金曜）                                                | （生放送）海峡朝焼けスタジオ - 月：濱崎則子・火：有光ゆき・水＆木：申徹也・金：永谷青空 ▽8:15 横山真佐子のわがままブックトーク ▽8:30 市報しものせき通信 ▽8:40 おかねの岡野オカネの相談室（月曜） ▽8:40 蓋井島だより（木曜：第2・4週） ▽8:40 中尾友昭のふく百選（金曜）                                                |
| 9                | 00 30万人のドラマ ～あの人に逢いたい～ - 濱崎則子 | 00 30万人のドラマ ～あの人に逢いたい～ - 濱崎則子 | 00 30万人のドラマ ～あの人に逢いたい～ - 濱崎則子 | 00 30万人のドラマ ～あの人に逢いたい～ - 濱崎則子 | 00 30万人のドラマ ～あの人に逢いたい～ - 濱崎則子 |
| 9                | 10リメンバー・ミュージック（［邦楽90年代］、［邦楽2000年代］） | 10リメンバー・ミュージック（［邦楽90年代］、［邦楽2000年代］） | 10リメンバー・ミュージック（［邦楽90年代］、［邦楽2000年代］） | 10リメンバー・ミュージック（［邦楽90年代］、［邦楽2000年代］） | リメンバー・ミュージック ［邦楽90年代］、［邦楽2000年代］ |
| 10               | 10リメンバー・ミュージック（［邦楽90年代］、［邦楽2000年代］） | 10リメンバー・ミュージック（［邦楽90年代］、［邦楽2000年代］） | 10リメンバー・ミュージック（［邦楽90年代］、［邦楽2000年代］） | 10リメンバー・ミュージック（［邦楽90年代］、［邦楽2000年代］） | 30 ローカる! （RKBラジオ共同制作） |
| 11               | リメンバー・ミュージック（［洋楽90年代］［洋楽2000年代］） | リメンバー・ミュージック（［洋楽90年代］［洋楽2000年代］） | みすゞさんと明るいほうへ （しゅうなんFM制作） | リメンバー・ミュージック ［洋楽90年代］［洋楽2000年代］ | MUSIC PLANET （1週）Niki （2週）恩地裕子 （3週）マスダユウキ （4週）田中洋一 （5週）どんぐりーず |
| 11               | リメンバー・ミュージック（［洋楽90年代］［洋楽2000年代］） | リメンバー・ミュージック（［洋楽90年代］［洋楽2000年代］） | リメンバー・ミュージック ［洋楽90年代］［洋楽2000年代］ | リメンバー・ミュージック ［洋楽90年代］［洋楽2000年代］ | MUSIC PLANET （1週）Niki （2週）恩地裕子 （3週）マスダユウキ （4週）田中洋一 （5週）どんぐりーず |
| 12               | （生放送）カモンヒルズ764 | （生放送）カモンヒルズ764 | （生放送）カモンヒルズ764 | （生放送）カモンヒルズ764 | （生放送）カモンヒルズ764 |
| 13               | （生放送）カモンヒルズ764 | （生放送）カモンヒルズ764 | （生放送）カモンヒルズ764 | （生放送）カモンヒルズ764 | （生放送）カモンヒルズ764 |
| 14               | 00 リメンバー・ミュージック（邦楽2000年代、邦楽最新曲） | 00 リメンバー・ミュージック（邦楽2000年代、邦楽最新曲） | 00 リメンバー・ミュージック（邦楽2000年代、邦楽最新曲） | 00 リメンバー・ミュージック（邦楽2000年代、邦楽最新曲） | 00 リメンバー・ミュージック（邦楽2000年代、邦楽最新曲） |
| 15               | 00 （生放送）アフタヌーン・パラダイス | 00 （生放送）アフタヌーン・パラダイス | 00 （生放送）アフタヌーン・パラダイス | 00 （生放送）アフタヌーン・パラダイス | （生放送）@FRIDAY! |
|                  | 00 （生放送）アフタヌーン・パラダイス | 00 （生放送）アフタヌーン・パラダイス | 00 （生放送）アフタヌーン・パラダイス | 00 （生放送）アフタヌーン・パラダイス | （生放送）@FRIDAY! |
| 16               | 00 （生放送）アフタヌーン・パラダイス | 00 （生放送）アフタヌーン・パラダイス | 00 （生放送）アフタヌーン・パラダイス | 00 （生放送）アフタヌーン・パラダイス | （生放送） Weekly GOLF Review ～NO GOLF! NO LIFE!～ |
| 16               | 55 防災インフォメーション | | | | |
| 17               | （生放送）ゴジラジ! - 月：どさけん・渡辺かえ、火：岡部晃宏、水：ぶるぼん・申徹也・波田陽区（月1回）、木：ワタナベ九州お笑い芸人、金：申徹也 ▽17:30 シネマサンシャイン下関（第4木曜） ▽18:00 市民会館情報（第4月曜） ▽18:30 山口新聞ニュース ▽18:40 下関のマッチです（水曜） ▽18:40 おかねの岡野オカネの相談室（金曜） | （生放送）ゴジラジ! - 月：どさけん・渡辺かえ、火：岡部晃宏、水：ぶるぼん・申徹也・波田陽区（月1回）、木：ワタナベ九州お笑い芸人、金：申徹也 ▽17:30 シネマサンシャイン下関（第4木曜） ▽18:00 市民会館情報（第4月曜） ▽18:30 山口新聞ニュース ▽18:40 下関のマッチです（水曜） ▽18:40 おかねの岡野オカネの相談室（金曜） | （生放送）ゴジラジ! - 月：どさけん・渡辺かえ、火：岡部晃宏、水：ぶるぼん・申徹也・波田陽区（月1回）、木：ワタナベ九州お笑い芸人、金：申徹也 ▽17:30 シネマサンシャイン下関（第4木曜） ▽18:00 市民会館情報（第4月曜） ▽18:30 山口新聞ニュース ▽18:40 下関のマッチです（水曜） ▽18:40 おかねの岡野オカネの相談室（金曜） | （生放送）ゴジラジ! - 月：どさけん・渡辺かえ、火：岡部晃宏、水：ぶるぼん・申徹也・波田陽区（月1回）、木：ワタナベ九州お笑い芸人、金：申徹也 ▽17:30 シネマサンシャイン下関（第4木曜） ▽18:00 市民会館情報（第4月曜） ▽18:30 山口新聞ニュース ▽18:40 下関のマッチです（水曜） ▽18:40 おかねの岡野オカネの相談室（金曜） | （生放送）ゴジラジ! - 月：どさけん・渡辺かえ、火：岡部晃宏、水：ぶるぼん・申徹也・波田陽区（月1回）、木：ワタナベ九州お笑い芸人、金：申徹也 ▽17:30 シネマサンシャイン下関（第4木曜） ▽18:00 市民会館情報（第4月曜） ▽18:30 山口新聞ニュース ▽18:40 下関のマッチです（水曜） ▽18:40 おかねの岡野オカネの相談室（金曜） |
| 19               | 00 30万人のドラマ～あの人に逢いたい（再放送） - 濱崎則子 | 00 30万人のドラマ～あの人に逢いたい（再放送） - 濱崎則子 | 00 30万人のドラマ～あの人に逢いたい（再放送） - 濱崎則子 | 00 30万人のドラマ～あの人に逢いたい（再放送） - 濱崎則子 | 00 30万人のドラマ～あの人に逢いたい（再放送） - 濱崎則子 |
| 19               | 最新J-POP | 最新J-POP | 最新J-POP | 最新J-POP | 最新J-POP |
| 19               | 最新J-POP | 最新J-POP | 最新J-POP | 19:30 - 20:00 BOAT RACE 下関 ハートビートBORT（第2・4） | 30 ローカる!（再放送） （RKBラジオ共同制作） |
| 20               | （生放送） ～DAIKIのInclusive Monday!～ 『教科書では学べないこと』 | （生放送） 海響Football Stadium 中川和由・岡部晃宏 | （生放送） 水萌みずの ユニ×カルラジオ ～おいでなって♪みず茶屋！～ | 00 （第1週のみ）カモン大学JAM - 下関市立大学放送部 他は、週刊Nobbyタイムズ | ライムフォーザビーツ マイクロフォンファインド |
| 21               | 大西貴文のTHE NITE | 東亜大学UNV.FM ぼくらのDNAラジオ - 東亜大学FM制作部 | 大西貴文のTHE NITE | 大西貴文のTHE NITE | （生放送）アニメ関門文化学園 - にゃんきー梅 |
| 22               | 大西貴文のTHE NITE - 大西貴文 | 大西貴文のTHE NITE - 大西貴文 | 大西貴文のTHE NITE - 大西貴文 | 大西貴文のTHE NITE - 大西貴文 | 大西貴文のTHE NITE - 大西貴文 |
| 23               | 大西貴文のTHE NITE - 大西貴文 | 大西貴文のTHE NITE - 大西貴文 | 大西貴文のTHE NITE - 大西貴文 | 大西貴文のTHE NITE - 大西貴文 | 大西貴文のTHE NITE - 大西貴文 |
| Weekly Recommend | | | | | |
| 24               | 00 K・Sスタジオ | 00 RADIO BOHEMIA | 00 コウセイラジオ ～break through the wall～ | 00 マチノタネ | 00 Friday Night Fever ☆円楽のシネマ トーク＆ミュージック |
| 24               | 30 Beat in the Box～just the beginning～ | 00 RADIO BOHEMIA | 00 コウセイラジオ ～break through the wall～ | 00 マチノタネ | 00 Friday Night Fever ☆円楽のシネマ トーク＆ミュージック |
| 1                | 00 アニメ関門文化学園 （再放送・全国放送） | 00 益子直美の怒ってはいけないラジオ | 00 花*花 style | 00 めんそーれ読谷 | ユメルのモナリザラウンジ |
| 1                | 00 アニメ関門文化学園 （再放送・全国放送） | 30 徳島LSC 純夏のWaterside NOW! | 30 上地等の Walking Talking Radio | 00 めんそーれ読谷 | ユメルのモナリザラウンジ |
| 2                | 00 インディーズ・アロー | 00 ダブルグッチーのなまら同窓会 | 00 渡辺俊美のINTER PLAY | 00 今夜もととのいたい | 00 アイパー滝沢の ホゥ!リー・ナイト・フィーバー |
| 2                | 00 インディーズ・アロー | 30 きゅんです!サイエンス | 00 渡辺俊美のINTER PLAY | 00 今夜もととのいたい | 00 アイパー滝沢の ホゥ!リー・ナイト・フィーバー |
| 3                | 00 JAZZ VOCALの夜 | 00 JAZZ VOCALの夜 | 00 JAZZ VOCALの夜 | 00 JAZZ VOCALの夜 | 00 週刊メディア通信 |
| 4                | 00 slow life, slow music | 00 slow life, slow music | 00 slow life, slow music | 00 slow life, slow music | 00 slow life, slow music |

### 休日
| 時            | 土曜日                                     | 土曜日                                                                           | 日曜日                                      | 日曜日                                                                 |
| 5             | 5:00 - 6:00                                | 00 森雅紀の目覚ましラジオ - 森雅紀                                               | 5:00 - 5:30                                 | 00 みすゞさんと明るいほうへ（再放送）                                  |
| 5             | 5:00 - 6:00                                | 00 森雅紀の目覚ましラジオ - 森雅紀                                               | 5:30 - 5:00                                 | 30 目覚め時間 - 相川圭子                                               |
| 5             | 6:55 - 6:55                                | 55 Weekly Recommend                                                              | 55 Weekly Recommend                         | 55 Weekly Recommend                                                    |
| 6             | 6:00 - 6:55                                | 00 Aloha Rainbow - Norie Green                                                   | 6:00 - 6:55                                 | 00 絶対負けない社長の法則 - 岡漱一郎、井口淳                           |
| 6             | 6:55 - 7:00                                | 55 防災インフォメーション                                                        | 55 防災インフォメーション                   | 55 防災インフォメーション                                              |
| 7             | 7:00 - 8:55                                | 00 （生放送）シビルトーン♪～素敵な週末～ - 小谷大輔、湯浅円                      | 7:00 - 8:55                                 | 00 （生放送）おはようサンデー                                          |
| 8             | 7:00 - 8:55                                | 00 （生放送）シビルトーン♪～素敵な週末～ - 小谷大輔、湯浅円                      | 7:00 - 8:55                                 | 00 （生放送）おはようサンデー                                          |
| 8:55 - 9:00   | 55 Weekly Recommend                        | 55 Weekly Recommend                                                              | 55 Weekly Recommend                         |                                                                        |
| 9             | 9:00 - 9:30                                | 00 忽那賢志のRhythm Medication - 忽那賢志、古賀涼子                              | 9:00 - 10:55                                | 00 グッドモーニングクラシック - 徳留勝敏                               |
| 9             | 9:30 - 9:55                                | 30 ソトコトラジオ - 指出一正、小野田隼人 黒瀬智恵                                | 9:00 - 10:55                                | 00 グッドモーニングクラシック - 徳留勝敏                               |
| 9             | 9:55 - 10:00                               | 55 防災インフォメーション                                                        | 9:00 - 10:55                                | 00 グッドモーニングクラシック - 徳留勝敏                               |
| 10            | 10:00 - 11:00                              | 00 MUSIC PALET - 渡辺かえ 10:20 観光インフォメーション 10:30 市報 しものせき通信 | 10:00 - 10:55                               | 00 グッ★モニ - 橘しんご                                                |
| 10            | 10:00 - 11:00                              | 00 MUSIC PALET - 渡辺かえ 10:20 観光インフォメーション 10:30 市報 しものせき通信 | 10:55 - 11:00                               | 55 防災インフォメーション                                              |
| 11            | 11:00 - 13:00                              | 00 Come on! Bar on Saturday - 平野雅彦                                           | 11:00 - 12:30                               | 00 ロコラバ-Loco Lovers- - 川久保秀一、横田香峰                        |
| 12            | 11:00 - 13:00                              | 00 Come on! Bar on Saturday - 平野雅彦                                           | 11:00 - 12:30                               | 00 ロコラバ-Loco Lovers- - 川久保秀一、横田香峰                        |
| 12:30 - 12:55 | 11:00 - 13:00                              | 00 Come on! Bar on Saturday - 平野雅彦                                           | 30 本屋さんへ行こう！ - 中村優子 、古谷俊勝 |                                                                        |
| 12:55 - 13:00 | 11:00 - 13:00                              | 00 Come on! Bar on Saturday - 平野雅彦                                           | 55 防災インフォメーション                   |                                                                        |
| 13            | 13:00 - 15:55                              | 00 あの頃青春グラフィティ - 岡野美和子                                           | 13:00 - 13:55                               | 00 駒テラスへようこそ - 岡野美和子                                     |
| 13            | 13:00 - 15:55                              | 00 あの頃青春グラフィティ - 岡野美和子                                           | 13:55 - 14:00                               | 55 Weekly Recommend                                                    |
| 14            | 13:00 - 15:55                              | 00 あの頃青春グラフィティ - 岡野美和子                                           | 14:00 - 14:55                               | 00 みんなのサンデー防災 - 目黒公郎、黒瀬智恵                           |
| 14            | 13:00 - 15:55                              | 00 あの頃青春グラフィティ - 岡野美和子                                           | 14:55 - 15:00                               | 55 Weekly Recommend                                                    |
| 15            | 13:00 - 15:55                              | 00 あの頃青春グラフィティ - 岡野美和子                                           | 15:00 - 15:30                               | 00 デジタル建設ジャーナル - 中辻景子、田久保彰太、津吉沙織里、金村剛史 |
| 15            | 13:00 - 15:55                              | 00 あの頃青春グラフィティ - 岡野美和子                                           | 15:30 - 15:55                               | 00 デジタル建設ジャーナル - 中辻景子、田久保彰太、津吉沙織里、金村剛史 |
| 15            | 15:55 - 16:00                              | 55 防災インフォメーション                                                        | 55 防災インフォメーション                   | 55 防災インフォメーション                                              |
| 16            | 16:00 - 17:00                              | 00 （生放送）SATURDAY SUPER LEGEND - ARCHE                                       | 16:00 - 17:55                               | JP TOP20 - 山川智也                                                    |
| 16            | 17:55 - 18:00                              | 55 Weekly Recommend                                                              | 55 Weekly Recommend                         | 55 Weekly Recommend                                                    |
|               | 17:00 - 17:30                              | 00 アロ～ハ!!大崎潔のがんばれハワイ - 大崎潔、真楪伶                             | 17:00 - 17:55                               | 09 JP TOP 20 - 山川智也                                                |
| 17:30 - 17:55 | 30 森本ケンタのRadio espresso - 森本ケンタ |                                                                                  | 17:00 - 17:55                               | 09 JP TOP 20 - 山川智也                                                |
| 17:55 - 18:00 | Weekly Recommend                           | Weekly Recommend                                                                 | Weekly Recommend                            |                                                                        |
| 18            | 18:00 - 18:30                              | 00 尾坂昇治とたーなー先生の夢カナRADIO～夢の途～                                 | 18:00 - 18:55                               | 00 大石吾朗 Premium G                                                  |
| 18            | 18:30 - 19:00                              | 30 K’Zセレクション - DJ KAZZ                                                     | 18:00 - 18:55                               | 00 大石吾朗 Premium G                                                  |
| 18            | 18:30 - 19:00                              | 30 K’Zセレクション - DJ KAZZ                                                     | 18:55 - 19:00                               | 防災インフォメーション                                                 |
| 19            | 19:00 - 19:55                              | 00 大塚商会Presents Kazuo Yoshida’s BOSSAMANIA - 吉田和雄、河村由美              | 19:00 - 19:55                               | 00 E-LOUNGE MUSIC PLACE - 立花裕人                                     |
| 19            | 19:55 - 20:00                              | Weekly Recommend                                                                 | Weekly Recommend                            | Weekly Recommend                                                       |
| 20            | 20:00 - 20:30                              | 00 牧山純子サウンドマリーナ - 牧山純子                                           | 20:00 - 20:55                               | 00 PRESIDENT STATION TOKYO - 金子一也、川越塔子                        |
| 20            | 20:30 - 21:00                              | Weekly Recommend                                                                 | Weekly Recommend                            | Weekly Recommend                                                       |
| 21            | 21:00 - 21:55                              | 00 海街レイディオ - 名和秋                                                       | 21:00 - 21:55                               | 00 Sound of Oasis～GOOD PERSON／COOL SAK - カノン、妹尾理恵            |
| 21            | 21:00 - 21:30                              | wacciのLIVE!LIVE!LIVE! - wacci                                                   | 21:00 - 21:55                               | 00 Sound of Oasis～GOOD PERSON／COOL SAK - カノン、妹尾理恵            |
| 21            | 21:00 - 21:55                              | 防災インフォメーション                                                           | 防災インフォメーション                      | 防災インフォメーション                                                 |
| 22            | 22:00 - 22:55                              | 00 （生放送）TABARU Love Emotion - TABARU                                        | 22:00 - 22:55                               | 00 まさしのミュージックチャンプルー - 石原まさし                       |
| 22            | 22:55 - 23:00                              | Weekly Recommend                                                                 | Weekly Recommend                            | Weekly Recommend                                                       |
| 23            | 23:00 - 23:55                              | 00 PROTO ～プロトタイプから、オリジナルへ。～                                    | 23:00 - 23:55                               | 00 Music Hot Flavor - 川辺保弘                                         |
| 23            | 23:55 - 24:00                              | Weekly Recommend                                                                 | Weekly Recommend                            | Weekly Recommend                                                       |
| 24            | 24:00 - 24:30                              | 00 I wish you success～明日への扉～ - 村上郁弥、 熊手えり                        | 24:00 - 1:00                                | 00 あかねサステナブル～サムライジングspecial - 村井飛斗                |
| 24            | 24:30 - 1:00                               | 30 ゲーム・BGM夜話 - 我妻司、千葉健作                                            | 24:00 - 1:00                                | 00 あかねサステナブル～サムライジングspecial - 村井飛斗                |
| 1             | 1:00 - 2:00                                | 00 本牧ヤグチ - 矢口壹琅                                                         | 1:00 - 1:30                                 | 00 吉祥寺アンリミテッド - 坂本和則                                     |
| 1             | 1:00 - 2:00                                | 00 本牧ヤグチ - 矢口壹琅                                                         | 1:30 - 2:00                                 | 30 バクホミのB.A.C Night!! - B.A.C HOMIES                              |
| 2             | 2:00 - 3:00                                | 00 湘南ベース - 岩沢ニ弓、わたなべヨシコ                                         | 2:00 - 3:00                                 | 00 美加のNice ‘N’ Easyタイム - 大橋美加                                |
| 3             | 3:00 - 4:00                                | 00 なべやかんのブヒブヒスパークタイム - なべやかん、荻野真理                     | 3:00 - 4:00                                 | 00 真夜中の訪問者                                                      |
| 4             | 4:00 - 5:00                                | 00 Power Up More Nippon - 田川まゆみ                                             | 4:00 - 4:30                                 | 00 花火の星 - 藤田浩士、シンジマン、トモトモ                           |
| 4             | 4:00 - 5:00                                | 00 Power Up More Nippon - 田川まゆみ                                             | 4:30 - 5:00                                 | 30 吉田メロディとステキな時間 - 倉田希美子                             |

### 放送開始当初の編成
L:生放送番組
平日
- 7:00　L：海峡朝焼けスタジオ～今日の世の中の動きを速報で～　月 - 木：益永明／金：申徹也
- 9:00　L：ぐるっと関門見聞録～ラジオをで楽しむ関門地区のおいしい情報満載～　月：服部恵・ミユキ／火：服部恵・酒井直美／水：服部恵・八田麻衣子／木：米倉奈津子・ジョンミ／金：米倉奈津子・鳥越美奈
- 11:50　レッツ・エンジョイ　坂井直美
- 12:00　L：Chieeの気ままに昼休み　重田ちあき
- 12:55　マイキング・ヒッツ・マーク　SONIC
- 13:00　L：東亜大学・カルチャー・フリー・ウェー　MARICO
- 15:00　L：桑原奈美のホッチャー・スタジオ76.4　桑原奈美
- 16:50　レッツ・エンジョイ
- 17:00　L：Sonic's サンセット・ライブ　SONIC＆ミユキ

金曜 17:30 - 18:30　L:アッキー・洋介の東京ラウンジ
- 19:00　LL\:カモン!フライング・パーティー

月：服部恵の大人は最高　服部恵
火：直美ねえさんのいくわよ　坂井直美、坂嶋まき
水：ザ・ゴン's・ショー　ゴンザレス弘中
木：ナミヘイなんか怖くない　桑原奈美
金：レイム・フォ・ザ・ビーツ　ISEKI,TAMON,KAZU,NORI,AI
- 20:55　メイキング・ヒッツ・マーク　SONIC
- 21:00　L：（月 - 木）レイム・フォ・ザ・ビーツ・マイクロフォン・ファインド／（金）アジア・ワールド・ウィンド　栗原世都
- 22:00　東亜大学・ミュージック・コネクション　MARICO
- 24:00　セブンス・ミュージック・ハーバー　月：邦・新譜アルバム／火：洋・新譜アルバム／水：マンスリーセレクション／木：US.UK.チャート／金：邦・新譜アルバム

火曜は月2回、25:00 - 。金曜は「クリック・ラボ」放送のため25:00 - 。全曜日翌朝7:00まで。
土曜
- 7:00　L：海峡朝焼けスタジオ+（プラス）申徹也
- 9:00　L：ぐるっと関門見聞録土曜日増刊号　のぞみ＆HANA
- 11:50　レッツ・エンジョイ　坂井直美
- 12:00　L：ビッグ・ファン・カモン!　Moby

16:00　L：（毎月第2土曜日）吉田屋質店の7778
- 17:00　上田中コネクション　服部恵
- 18:00　からだのお遊戯　坂嶋まき
- 19:00　カモン!グルーヴィン・ナイト　亀田雅恵
- 20:00　チャレンジサタデー
- 21:00　もっと知りたいラジオマガジン 週刊サブカルチャー　のぞみ＆ゴンザレス弘中
- 22:00　サタデーナイトクルージン　檜山奈美
- 23:00　ミュージックバー・マイケル　マスター：マイケル、店員：ヤマナカ
- 24:00　セブンス・ミュージック・ハーバー　HMVカウントダウンジャパン

月2回、L：「月に2度の大騒ぎ C.S.D.」（SONIC & UK's Friends）放送のため27:00 - 。翌朝9:00まで。
日曜
- 9:00　グッドモーニングクラシック 題名のある音楽会　ばんじかづき&のり子
- 10:00　シネマよがりな朝　シネマディクト　アノー
- 11:00　L：益永明のワッツ・ゴーイン・オン？～旧・ワンデーサイド とびだせ!しものせき～　益永明
- 15:50　レッツ・エンジョイ
- 16:00　L：サンデー・イブニング・セット　平野雅彦・鳥越美奈
- 19:00　カモン!大学ジャム　大村恵子
- 20:00　L：アニメ関門文化学園　にゃんきー&ヒロ
- 21:00　演歌海峡 どこまでもこうもり　原ゆかり&申徹也
- 22:00　セブンス・ミュージック・ハーバー　洋・新譜アルバム

翌朝7:00まで。

## カモンくん
イメージキャラクター。白い体にピンクの羽根のコウモリ。開局当初より存在したが、2008年（平成20年）に公募により命名された。